# St. Louis Film Critics Association Awards 2020
17. ročník předávání cen asociace St. Louis Film Critics Association se konal dne 18. prosince 2020.

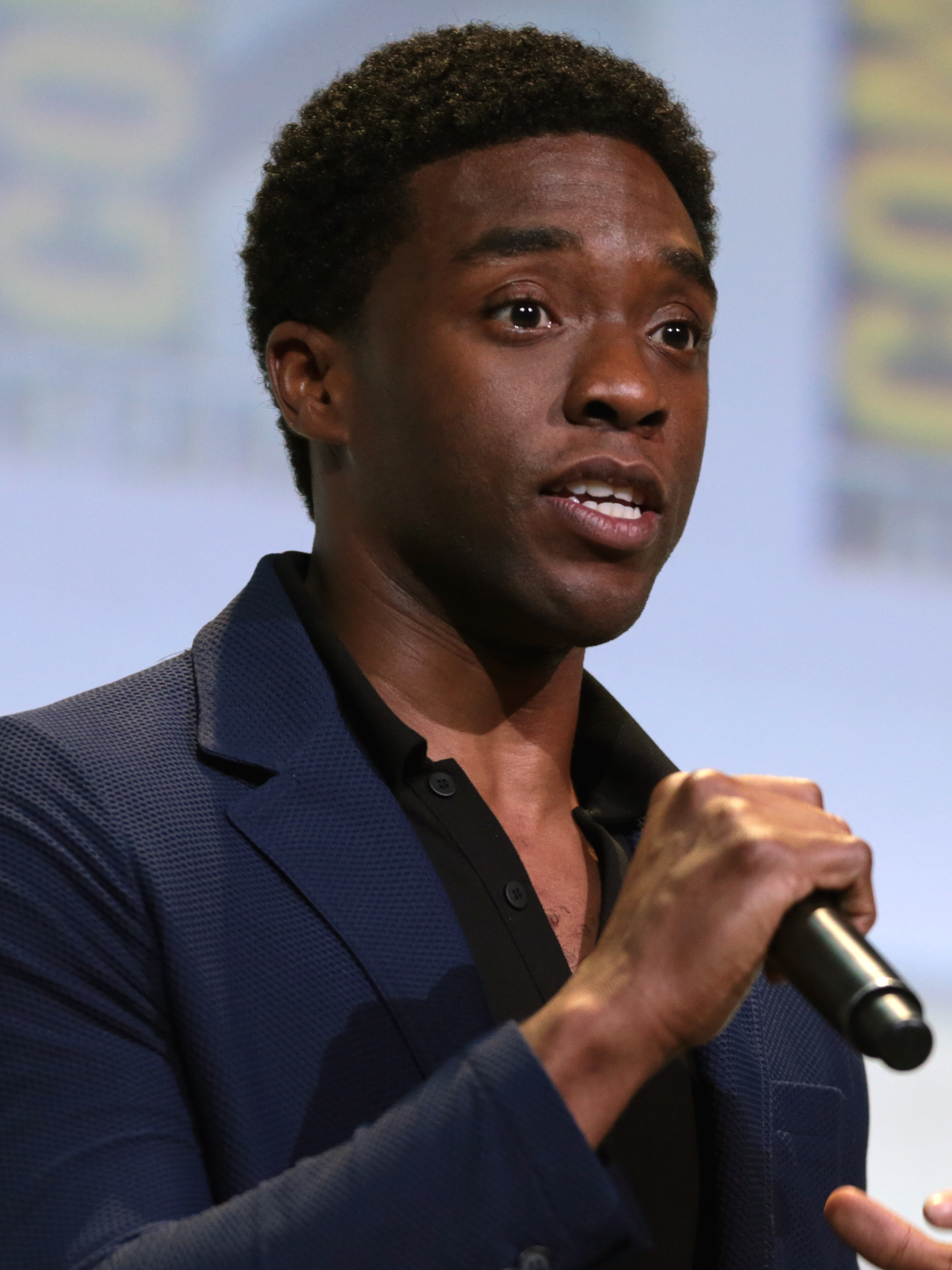
Chadwick Boseman, vítěz v kategorii nejlepší herec

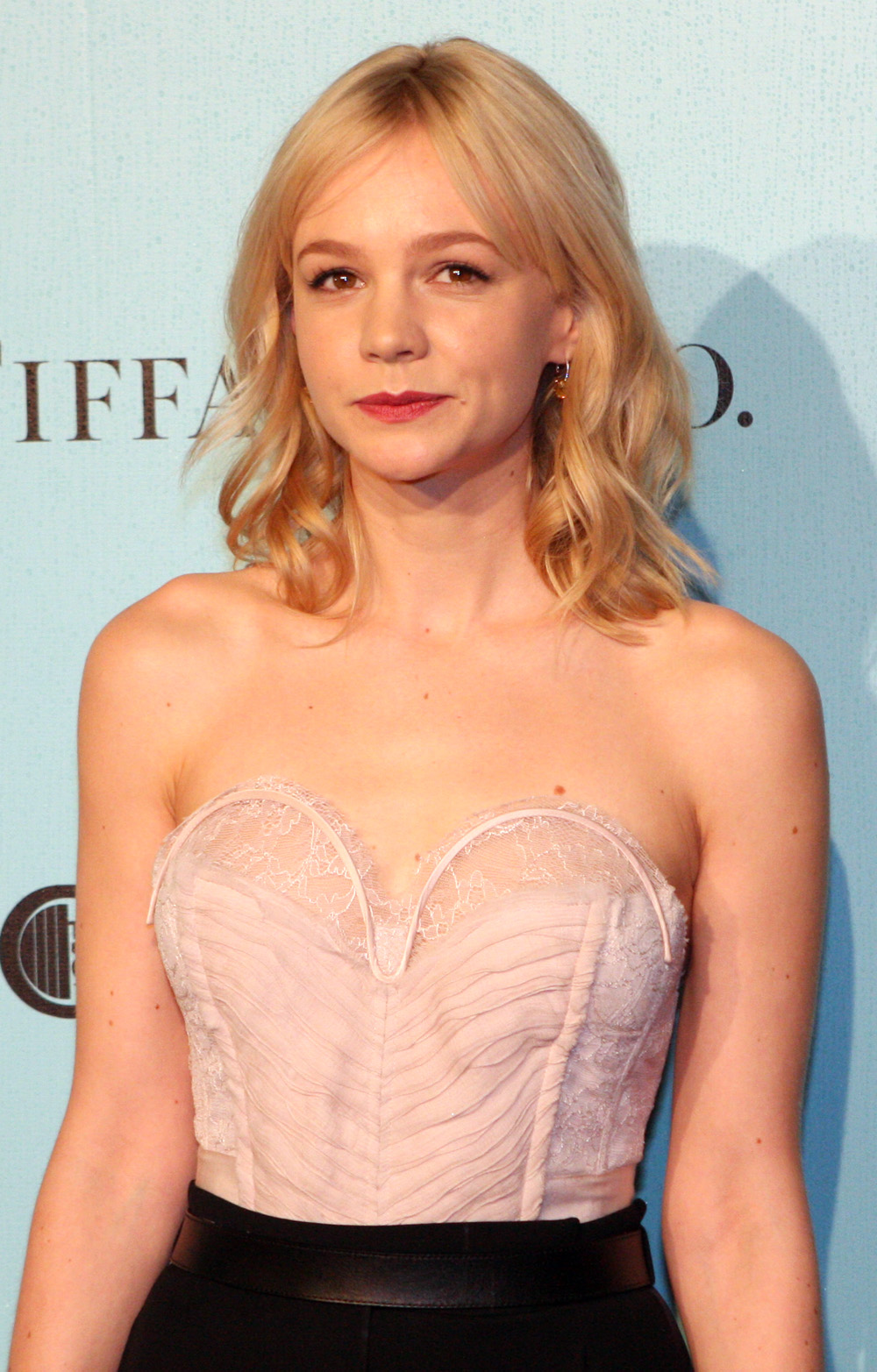
Carey Mulligan, vítězka v kategorii nejlepší herečka

## Vítězové a nominovaní
| Nejlepší film | Nejlepší režisér |
| --- | --- |
| Země nomádů - Asi to ukončím - Nadějná mladá žena - První kráva - Chicagský tribunál | Chloé Zhaová – Země nomádů - Lee Isaac Chung – Minari - Emerald Fennell – Nadějná mladá žena - Aaron Sorkin – Chicagský tribunál - Spike Lee - Braterstvo pěti   |
| Nejlepší animovaný film | Nejlepší herec v hlavní roli |
| Duše - Frčíme - Až na Měsíc - Vlčí dům - Vlkochodci | Chadwick Boseman – Ma Rainey – matka blues - Anthony Hopkins – Otec - Riz Ahmed – Zvuk metalu - Delroy Lindo – Bratrstvo pěti - Gary Oldman – Mank               |
| Nejlepší herečka v hlavní roli | Nejlepší herec ve vedlejší roli |
| Carey Mulligan – Nadějná mladá žena - Frances McDormandová – Země nomádů - Viola Davis – Ma Rainey – matka blues - Vanessa Kirby – Střípky ženy - Jessie Buckley – Asi to ukončím                    | Paul Raci – Zvuk metalu - Sacha Baron Cohen – Chicagský tribunál - Bill Murray – V úskalí - Leslie Odom Jr. – Noc v Miami. . . - Bo Burnham – Nadějná mladá žena |
| Nejlepší herečka ve vedlejší roli | Nejlepší původní scénář |
| Yuh-Jung Youn – Minari - Olivia Colman – The Father - Maria Bakalova – Boratův navázaný telefilm - Amanda Seyfriedová – Mank - Ellen Burstyn – Střípky ženy                                          | Emerald Fennell – Nadějná mladá žena - Lee Isaac Chung – Minari - Aaron Sorkin – Chicagský tribunál - Jack Fincher – Mank - Andy Siara – Palm Springs            |
| Nejlepší adaptovaný scénář | Nejlepší střih |
| Charlie Kaufman – Asi to ukončím - Jonathan Raymond a Kelly Reichardt – První kráva - Ruben Santiago-Hudson –Ma Rainey – matka blues - Kemp Powers – One Night in Miami - Chloé Zhaová – Země nomádů | Chloé Zhaová – Země nomádů - Jonah Moran – Hamilton - Robert Frazen – Asi to ukončím - Kirk Baxter – Mank - Alan Baumgarten – Chicagský tribunál                 |
| Nejlepší dokument | Nejlepší cizojazyčný film |
| Colectiv - Radnice - Moje učitelka chobotnice - Smrt Dicka Johnsona - Sociální dilema | Chlast - Bacurau - Beanpole - Colectiv - Vitalina Varela |
| Nejlepší kamera | Nejlepší vizuální efekty |
| Joshua James Richards – Země nomádů - Newton Thomas Sigel – Braterstvo pěti - Erik Messerschmidt – Mank - Dariusz Wolski – Zprávy ze světa - Benjamin Kracun – Nadějná mladá žena                    | Tenet - Neviditelný - Půlnoční nebe - Birds of Prey (Podivuhodná proměna Harley Quinn) - Mank                                                                    |
| Nejlepší produkční výprava | Nejlepší skladatel |
| Donald Graham Burt – Mank - Kave Quinn – Emma. - Mark Ricker – Ma Rainey – matka blues - Christina Casali – Kouzelný svět Davida Copperfielda - Michael Perry – Nadějná mladá žena                   | Trent Reznor, Atticus Ross a Jon Batiste – Duše - Ludwig Göransson – Tenet - James Newton Howard – Zprávy ze světa - Trent Reznor a Atticus Ross – Mank          |
| Nejlepší soundtrack | Nejlepší akční film |
| Nadějná mladá žena - Sekerka - Braterstvo pěti - Birds of Prey (Podivuhodná proměna Harley Quinn) - Hamilton                                                                                         | Tenet - Birds of Prey (Podivuhodná proměna Harley Quinn) - Greyhound - Old Guard: Nesmrtelní - Gentlemani                                                        |
| Nejlepší komediální film | Nejlepší hororový film |
| Boratův navázaný telefilm - Emma. - The King of Staten Island - V úskalí - Palm Springs | Neviditelný - Alone - La Llorona: Prokletá žena - Possessor - The Vast of Night                                                                                  |
| Nejlepší scéna | |
| Neviditelný - Asistentka - Boratův navázaný telefilm - Asi to ukončím - Never Rarely Sometimes Always                                                                                                | |